# Weißes Roß (Immeldorf)

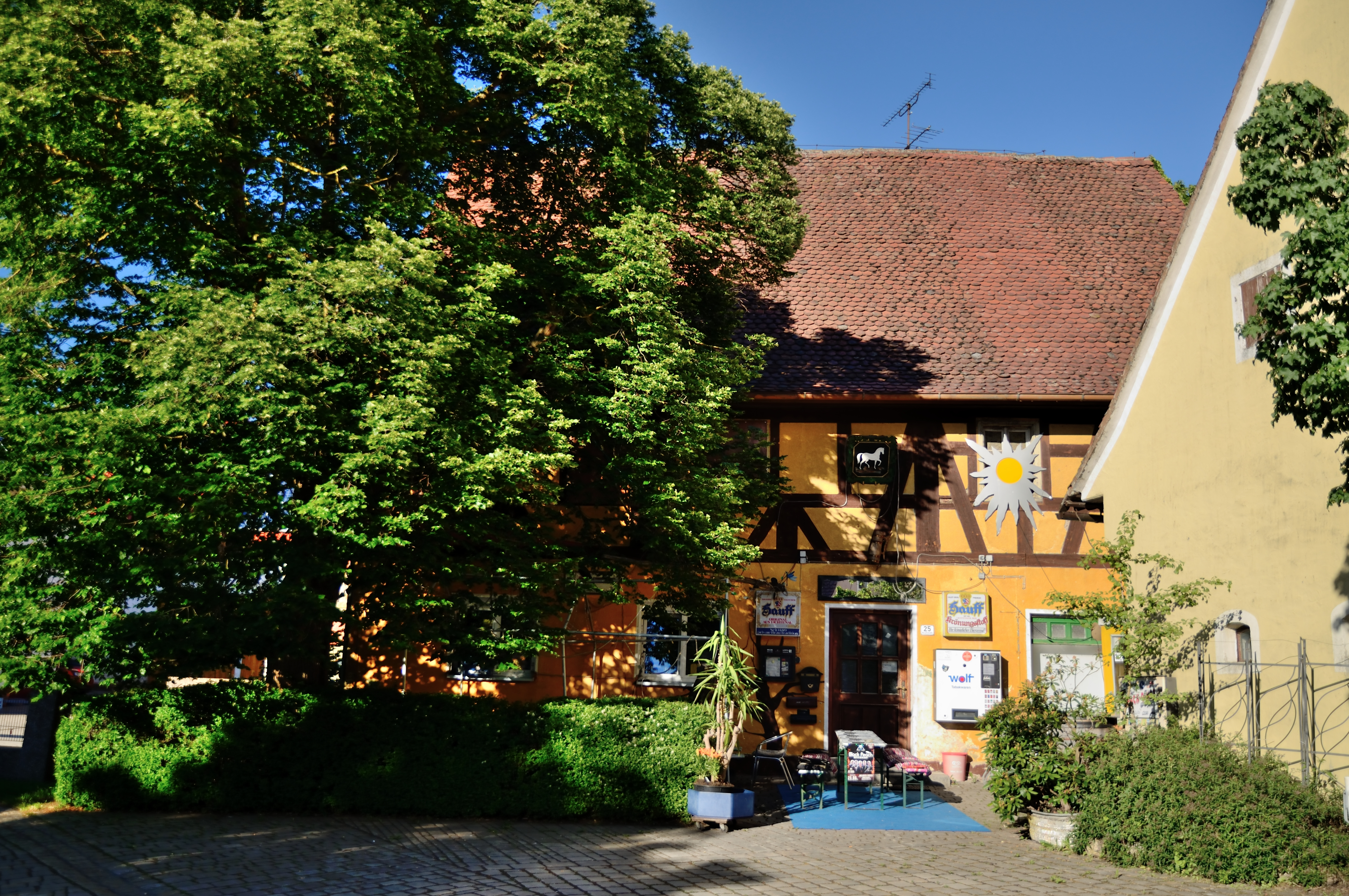
Das Weiße Roß in Immeldorf, Westseite

Das Weiße Roß ist eine seit 1978 im mittelfränkischen Immeldorf von Walter Hertle geführte Musikkneipe. Sie folgt dem Konzept "Kneipe und Konzerte auf dem Land" und ihr Saal ist regelmäßig der Schauplatz alternativer Musikveranstaltungen.
Es traten u. a. auch überregional bekannte Bands auf, z. B. Alex Oriental Experience, AuktYon, Embryo, Guru Guru, Hannes Bauer, Jane, John Marshall, Markscheider Kunst, Mars Mushrooms, Peter Creef, Rosa King, The Them – Belfast Blues.
Im Jahr 2022 drehte der Regisseur Thomas Kupser den 75-minütigen Dokumentarfilm Walter und sein Roß über die Kneipe und den Wirt, in dem ein tiefer Einblick in die Geschichte und Kultur des Weißen Roßes gegeben wird.
Das Weiße Roß (Haus Nr. 25 der Hauptstraße) ist ein denkmalgeschützter zweigeschossiger Bau mit zweigeschossigem Giebel und Fachwerkobergeschossen des 18./19. Jahrhunderts. Nach der ursprünglichen Hausnummerierung war es Haus Nr. 15 von Immeldorf. Im 18. Jahrhundert war es eine Tafernwirtschaft, das zu dieser Zeit das brandenburg-ansbachische Hofkastenamt Ansbach als Grundherrn hatte.